# 帕爾切夫縣

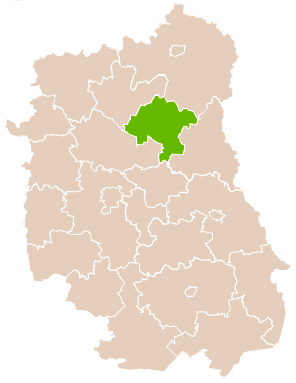

51°38′N 22°52′E / 51.633°N 22.867°E
帕爾切夫縣（波蘭語：Powiat parczewski），是波蘭的縣份，位於該國東部，由盧布林省負責管轄，首府設於帕爾切夫，面積953平方公里，2006年人口36,512，人口密度每平方公里38人。